# Ниша Аюб
Ниша Аюб (род. 5 апреля 1979, Малакка) — малайзийская активистка за права трансгендерных персон. Аюб соучредительница общественного фонда SEED и массовой кампании трансгендеров «Справедливость для сестёр». В 2016 году она была удостоена престижной Международной женской премии за отвагу.

## Ранний период жизни
Ниша Аюб родилась в Малакке, Малайзия, 5 апреля 1979 года. Она смешанного индийского, цейлонского и малайского происхождения по отцовской линии. Ниша помнит, как в детстве она носила «селенданг» (шаль), танцуя под болливудские песни. Отец умер, когда ей было шесть лет, и Нишу воспитывала христианская семья её матери. Сама её мать — новообращённая мусульманка. В девять лет Ниша участвовала в конкурсе маскарадных костюмов в образе балерины в чёрном платье и парике; в тот момент она поняла, что это и есть она настоящая.

## Биография
Будучи трансгендерной женщиной, Ниша столкнулась с правоохранительными органами из-за соблюдения законов исламского шариата. Согласно положениям шариата мужчине запрещено одеваться или вести себя как женщина, а также появляться таким образом на публике. Нарушение этого правила карается штрафом в размере 1000 ринггитов (около 257 долларов США) и тюремным заключением на срок от шести месяцев до года. Законы шариата соблюдаются государственными исламскими религиозными департаментами. По этому закону в 2000 году Аюб была заключена на три месяца в тюрьму. Пока Ниша находилась в мужской тюрьме, надзиратель и другие заключенные подвергли её сексуализированному насилию. Аюб говорила о своем пребывании в тюрьме: «Они попросили меня раздеться донага на глазах у всех. Они смеялись надо мной, потому что мое тело не соответствует тому, какими должны быть мужчины и женщины».
Аюб через неправительственные организации занимается консультированием, проводит обучение для развития профессиональной карьеры, решает вопросы здоровья и благополучия клиентов, а также оказывает им юридическую поддержку.

## Признание

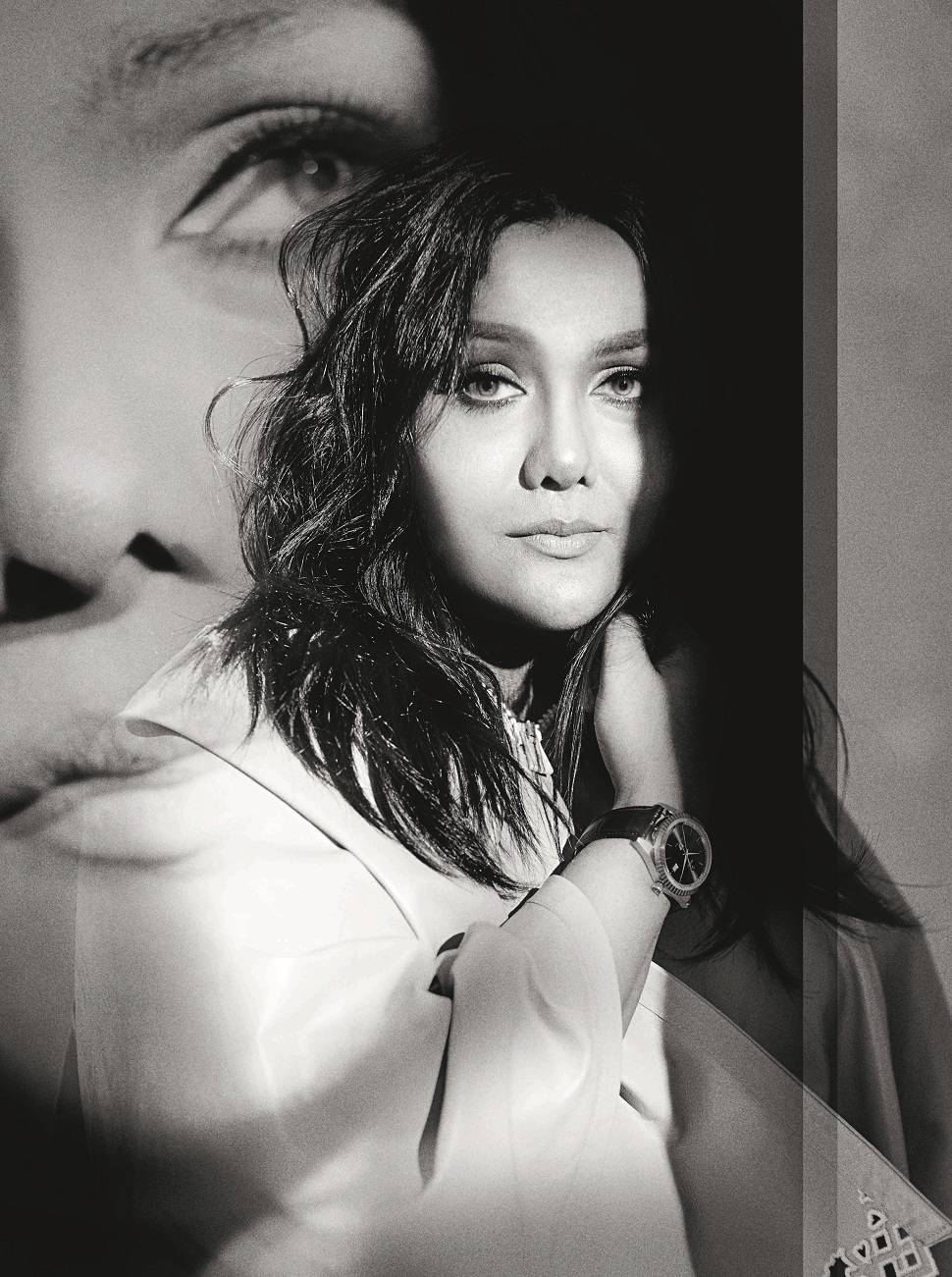
Ниша Аюб, работа Ричарда Грея

В 2015 году Ниша Аюб была удостоена премии Human Rights Watch Элисон Де Форж за выдающуюся активность, за смелые действия, направленные против законов Малайзии, которые нарушали право людей жить в мире, не подвергаясь вреду и угнетению. В 2016 году она также получила Международную женскую премию за отвагу, став первой трансгендерной женщиной, получившей эту награду.
В 2016 году Сан-Диего объявил 5 апреля городским Днём Ниши Аюб. В заявлении об этом мэр Сан-Диего Кевин Фолконер заявил: «Ниша Аюб продолжает бороться за равенство и защиту всех людей в своей стране и за её пределами».
В 2018 году старший преподаватель факультета сельского хозяйства Университета Путры в Малайзии Лина Вонг вместе с ведущим автором исследования Патриком Кругом из Университета штата Калифорния обнаружили новый вид морских слизней из класса брюхоногих, которые маскируются под морские водоросли, и после подтверждения, что это действительно новый вид, назвали его в честь Ниши Sacoproteus nishae. Морской слизень был назван так из-за его способности маскироваться под водоросли как «лучший пример животного, маскирующегося под растение». Сама Ниша ассоциирует этот навык животного с тем, как сильно трансгендерное сообщество старается быть частью общества.
В 2019 году Ниша стала единственной представительницей Малайзии в списке 100 женщин, составленном Би-би-си: так была отмечена её работа по оказанию помощи местному трансгендерному сообществу.

### Награды
| Год                | Организация                                  | Премия                                 | Ссылка |
| ------------------ | -------------------------------------------- | -------------------------------------- | ------ |
| 2015 год           |                                              |                                        |        |
| Human Rights Watch | Премия Элисон Де Форж за выдающийся активизм | [ 5 ]                                  |        |
| 2016 год           | Государственный департамент США              | Международная женская премия за отвагу | [ 2 ]  |
| 2019 год           | Би-би-си                                     | 100 женщин Би-би-си 2019 года          | [ 13 ] |